# Арктическая экспедиция Пири (1908—1909)
Экспедиция Пири 1908—1909 годов — шестая арктическая экспедиция Роберта Пири и его третья попытка достигнуть Северного полюса, успешно завершившаяся 6 апреля 1909 года. По словам руководителя, завершала его 23-летнюю борьбу за покорение Северного полюса. Экспедиция ставила перед собой сугубо спортивные задачи, поэтому её вклад в развитие науки невелик. Сразу после возвращения достижение Пири было поставлено под сомнение Ф. Куком, который заявил, что достиг Северного полюса ранее — 21 апреля 1908 года. Точка в этом споре не поставлена по сей день, а во второй половине XX века распространились версии, что Пири вообще не достиг Северного полюса.

## Предыстория

### Попытки достижения Северного полюса до Пири
Первые попытки дойти к Северному полюсу по поверхности паковых льдов относятся к началу XIX века. Успешную попытку использования саней, в которые впрягались люди, совершил английский офицер Уильям Парри, достигший в июле 1827 года 82° 45’ с. ш. Экспедиция отправлялась со Шпицбергена. С середины века американские экспедиции Кейна и Хейса впервые попытались пробиться в высокие широты Арктики со стороны Гренландии и Канадского арктического архипелага. Американцы стремились попасть на полюс со стороны пролива Смит — этот маршрут в исторической литературе так и называется «американским» (хотя первым описал его русский офицер Ф. П. Врангель). В 1871 году американец Чарльз Холл достиг на судне «Поларис» 82° 11’ с. ш., но рекорд Парри так и не был побит. Тем же путём отправилась британская экспедиция Нэрса на кораблях «Алерт» и «Дискавери», но в навигацию 1875 года смогла достигнуть только 82° 24’ с. ш. В мае 1876 года полюсный отряд Альберта Маркхэма превзошёл рекорд Парри на 35’, то есть на 65 км. Итогом экспедиции стала твёрдая уверенность её начальника в том, что Северный полюс недоступен. Маркхэм в этом походе впервые применил систему вспомогательных отрядов обеспечения.
Скепсис британцев не смутил издателя газеты New York Herald Дж. Беннета, и в 1879 году он стал главным спонсором экспедиции морского офицера Джорджа де Лонга на яхте «Жаннетта». Экспедиция должна была пройти к полюсу от Берингова пролива, однако в сентябре 1879 года судно попало во льды Чукотского моря. Дрейф проходил в северо-западном направлении, в июне 1880 года «Жаннетта» была раздавлена ледовым сжатием на 77° 15’ с. ш. — севернее Новосибирских островов и в 800 км от обитаемой земли. Участники экспедиции направились к материку на трёх вельботах, один из которых со всеми людьми пропал без вести, а группа де Лонга во главе с командиром (11 человек) в полном составе погибла в дельте Лены от голода. Из 30 участников экспедиции выжило трое. Эти потери были наибольшими в истории полюсных экспедиций.
В 1884 году в европейской прессе появились сведения о находке предметов экспедиции «Жаннетты» на юго-восточном побережье Гренландии. Норвежский метеоролог Хенрик Мон высказал предположение о существовании трансполярного течения и дрейфа льдов от Берингова пролива через Северный полюс в Гренландию. Это означало, что если бы у де Лонга было более прочное судно, то его предприятие увенчалось бы успехом. Новым крупным прорывом стала Норвежская полярная экспедиция 1893—1896 годов, которая была организована принципиально иным способом: специально построенное ледовое судно «Фрам» было вморожено в паковые льды западнее Новосибирских островов, понёсшие экспедицию на северо-запад, однако течение не проходило через околополюсный район. В ходе экспедиции её начальник Нансен достиг на нартах, запряжённых 28 ездовыми собаками, 86° 13’ 36" с. ш. 8 апреля 1895 года. Противные ветра и течения не позволили норвежцам пройти 400 км, отделяющих их от полюса.
Результаты Нансена были улучшены 25 апреля 1900 года капитаном Умберто Каньи из экспедиции герцога Абруццкого. Базируясь на Земле Франца-Иосифа, итальянцы достигли 86° 34’ с. ш., превысив показатели Нансена приблизительно на 21’ (то есть около 22 морских миль). Это было достигнуто ценой очень больших жертв — трое участников похода погибли. Рекорд был достигнут неопытными полярниками при помощи избыточного числа ездовых собак — более 100 — и применения системы вспомогательных отрядов .
Последующие попытки достигнуть Северного полюса, осуществлённые в начале XX века (например, экспедиция Циглера), в основном осуществлялись с архипелага Шпицберген или с Земли Франца-Иосифа, поскольку «американский путь» монополизировал Роберт Пири, не признававший конкурентов.
По мнению гляциолога и историка полярных исследований В. С. Корякина, итоги попыток достижения Северного полюса до начала XX века были следующими:
1. Проблема полюса возникла в связи с попытками найти прямой путь из Европы в бассейн Тихого океана;
2. Исторически первой базой для достижения полюса был архипелаг Шпицберген, осваиваемый европейскими моряками с XVII века, прочие маршруты достижения полюса были разведаны позднее;
3. В середине XIX века был проложен «американский путь» по системе проливов, отделяющих о. Элсмир от Гренландии, использование прочих маршрутов — от Берингова пролива, Земли Франца-Иосифа или Гренландии — выглядит на этом фоне достаточно случайным;
4. «Американский путь» имел важнейшее преимущество — возможность использования рабочей силы и полярного опыта эскимосов Северной Гренландии, в первую очередь поставлявших ездовых собак, строивших походные убежища — иглу — и проч.;
5. С середины XIX века основную инициативу исследования высоких широт Арктики захватили исследователи США, роль других наций, в том числе британцев и норвежцев, в количественном отношении не выглядит значительной;
6. Достижение Северного полюса пришлось на исторический период, когда открытие новых земель и архипелагов — ликвидация «белых пятен» на карте мира — практически завершилось, а изучение природных процессов только ещё начиналось, причём с позиций единого глобального процесса;
7. Полюсные экспедиции проявили меру возможностей человеческого организма, показали исчерпанность традиционных исследовательских методов и поставили на повестку дня использование новых технических средств, в первую очередь транспортных[15].

### Экспедиции Пири 1886—1906 годов
Роберт Пири, хотя и заинтересовался Арктикой случайно, считал достижение Северного полюса делом всей своей жизни. Из 63 прожитых лет 23 он посвятил экспедициям, пробыв на Крайнем Севере в общей сложности 18 лет (5 лет заняла подготовка к походам). Примечательно, что, как и Нансена, Пири заинтересовал отчёт Норденшельда, которому удалось в 1883 году довольно глубоко проникнуть вглубь ледяного щита Гренландии. Хотя ВМФ и отказал в финансировании, Пири решился ехать в Гренландию на собственные средства, большую часть которых (500 долларов) предоставила ему мать.
Пири провёл следующие экспедиции:
1. Гренландия, 1886 г. Пири прибыл в Годхавн на маленькой яхте Eagle. Здесь он закупил двое нарт, нанял 8 эскимосов и 23 июня выступил вглубь ледника. Его сопровождал также помощник датского губернатора Кристиан Майгор (Christian Maigaard). Пройдя за 26 ходовых дней 100 миль (160 км), достигнув высоты 2294 м, Пири был вынужден возвратиться: провианта осталось на 6 дней[18]. После окончания экспедиции Пири был вынужден потратить 5 лет на поиск средств для следующего похода, в результате чего Гренландию в 1888 году пересекли Нансен и Свердруп без использования собак и по совершенно другому маршруту. Однако Пири был сильно обижен на Нансена, считая, что тот воспользовался его идеей[16].
2. Гренландия, 1891—1892 гг. В экспедиции участвовали норвежец Эйвин Аструп, врач Фредерик Кук, Мэтью Хенсон — бессменный слуга и ассистент Пири с 1887 года[18] — и супруга Пири — Джозефина Дибич (Josephine Diebitsch). Пири с Аструпом, стартовав 8 апреля 1892 года из Китового залива, на двух нартах и 13 собаках преодолели 1200 миль за 85 дней, впервые добравшись до северного побережья Гренландии. Эта экспедиция обеспечила Пири репутацию крупного полярного исследователя, теперь сильно облегчился сбор средств для последующих походов[18].
3. Гренландия, 1893—1895 гг. Экспедиция проходила у северо-западного побережья Гренландии, в ней также участвовали Э. Аструп и Джозефина Пири. Пири открыл на мысе Йорк гигантский железный метеорит, сумев вывезти крупнейшие его обломки и продав их Музею естественной истории в Нью-Йорке. Весной 1895 года Пири вновь достиг северного побережья Гренландии, открыв Землю Пири. Он пришёл к выводу, что эти места являются единственно возможной базой для достижения Северного полюса. Во время зимовки родилась дочь Роберта и Джозефины Пири — Мэри-Анигито (названная так в честь метеорита)[19].
4. Гренландия и о. Элсмир, 1898—1902 гг. Первая экспедиция Пири, которая ставила перед собой цель достижения Северного полюса. Финансировал её Арктический клуб Пири, основанный рядом представителей американской элиты. Экспедиционное судно — яхта Windward, служившая до того Джексону. Исходной базой похода был Форт-Конгер на побережье о. Элсмир, однако тяжёлые ледовые условия остановили судно за 150 миль от цели. Снаряжать базу пришлось в обстановке полярной ночи, морозы доходили до −67 °C, в результате чего Пири отморозил 8 пальцев на ногах, которые пришлось ампутировать. Тем не менее, уже весной 1899 года Пири вновь отправился к северному побережью Гренландии. Параллельно с Пири на о. Элсмир работала экспедиция Отто Свердрупа на «Фраме», которую начальник считал своими конкурентами в борьбе за полюс. Из-за этого так и не произошло встречи двух знаменитых полярников[20]. Пири достиг мыса Вашингтон (82° 23’ с. ш.), который считал самой северной точкой суши и лучшей отправной базой похода к полюсу. В 1899 году Арктический клуб прислал судно с припасами, что позволило продлить пребывание экспедиции в Арктике. В 1900 году Пири достиг действительной северной точки Гренландии — мыса Джесепа. Крупнейшим достижением экспедиции Пири стало установление очертаний северного побережья Гренландии и Земли Гранта (северной части о. Элсмир). Весной 1902 года Пири выступил от мыса Хекла, в сопровождении Хенсона и четверых эскимосов, к Северному полюсу. Зона обширных разводий остановила их на 84° 17’ с. ш. Это была последняя экспедиция Пири, в которой участвовал Фредерик Кук[21].
5. Центральная Арктика, 1905—1906 гг. Для экспедиции было построено специальное судно «Рузвельт», названное в честь президента США. Благодаря мягкой погоде удалось пройти до мыса Шеридан, куда также было доставлено 200 собак и 50 эскимосов. Пири впервые применил систему промежуточных складов и вспомогательных отрядов. К Северному полюсу выступили 6 марта 1906 года, Пири сопровождали Хенсон и шесть эскимосов. Обширные разводья и поля молодого льда, а также сильные пурги не позволили пройти к полюсу, тем более что ледовые поля дрейфовали в восточном направлении. Пири решил хотя бы побить рекорд У. Каньи и 21 апреля достиг 87° 6’ с. ш., до полюса оставалось 320 км. Из-за дрейфа льдов отряд вышел к северному побережью Гренландии, продовольственные запасы полностью иссякли. Вернуться удалось, только случайно обнаружив стадо овцебыков. После возвращения Пири был удостоен наград правительства США и решил совершить последнюю попытку достигнуть Северного полюса[22].

## Подготовка экспедиции

### План
Планы похода к полюсу Пири обнародовал в нескольких периодических изданиях в начале мая 1908 года. «Рузвельту» предстояло пройти проливами Белл-Айл, Девисовым и морем Баффина к Китовому заливу, где, взяв на борт собак и эскимосов, идти к мысу Шеридан, где и зимовать. Санный поход начнётся от мыса Колумбия в феврале. Курс будет прокладываться с уклоном на северо-запад, чтобы компенсировать восточный дрейф льда. По словам Пири, план оправдался вплоть до деталей.

### Снаряжение, финансы

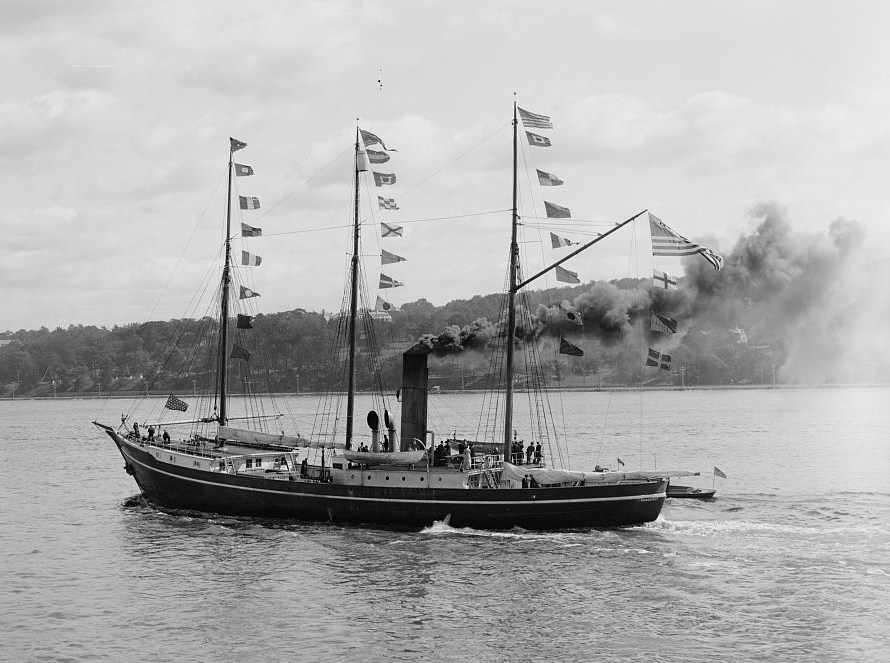
«Рузвельт» на р. Гудзон в 1909 году

Снаряжение похода к полюсу осложнялось последствиями экономического кризиса 1907 года. Пири писал:

Ремонт и переделки на «Рузвельте» опустошили кассу клуба. А нам ещё требовались деньги для закупки припасов и снаряжения, для уплаты жалования команде и на текущие расходы. Джесепа не было с нами; страна ещё не оправилась от финансового краха, постигшего её прошлой осенью; все обеднели. <…> …Деньги притекали скудно. О них были все мои мысли наяву, и даже во сне они не давали мне покоя, преследуя меня дразнящими и ускользающими видениями. Это была тягостная, беспросветная, полная отчаяния пора, когда надежды всей моей жизни день ото дня то убывали, то прибывали вновь.

Пири располагал финансовой поддержкой представителей американской элиты, в первую очередь — банкира Морриса Джесупа. Джесуп скончался в январе 1908 года, однако большое (неназванное) пожертвование сделала его вдова. Одним из спонсоров был президент США Теодор Рузвельт (как частное лицо). Стоимость экспедиционного судна составила 100 тыс. долларов, однако поход 1905—1906 гг. показал, что необходимо укрепить корпус и заменить паровой котёл, на что требовалось ещё 75 тыс. Помимо взносов членов Арктического клуба, в США была открыта национальная подписка, и множество жертвователей прислало мелкие суммы от 1 до 100 долл., в последний момент массачусетский производитель бумаги Зенас Крейн предоставил 10 000 долл. Поддержку оказало и Национальное географическое общество. Общую сумму расходов на экспедицию Пири, однако, не называл.
Парусно-паровое судно экспедиции — «Рузвельт» (Roosevelt) — имело деревянную конструкцию, длину 182 фута (56 м), ширину 35 футов (10,6 м) и осадку в 16 футов (4,8 м) при водоизмещении 1600 т. Корпус был яйцевидной формы, предназначенный для выжимания льдами на поверхность, толщина некоторых деталей (например, форштевня) достигала 30 дюймов (76 см). Жилые помещения членов экспедиции располагались в палубной надстройке, занимавшей всю ширину судна от грот- до бизань-мачты над машинным отделением, их стены изнутри были обшиты сосновыми досками, окрашенными в белый цвет; каюта Пири была оснащена ванной. О каких-либо конструкционных особенностях и даже о мощности паровой машины Пири в отчёте не упоминал.
Экспедиция была в достаточной мере обеспечена продовольствием, хотя, по словам самого Пири, «разнообразием оно не отличалось». Имелось 16 000 фунтов муки (7250 кг), 1000 фунтов кофе (454 кг), 800 фунтов чая (363 кг), 10 000 фунтов сахара (4536 кг), 7000 фунтов бекона (3175 кг), 10 000 фунтов сухарей, 30 000 фунтов пеммикана (13 608 кг), 3000 фунтов сушёной рыбы (1360 кг), 1000 фунтов курительного табака. Кроме того — 100 ящиков сгущённого молока и 3500 галлонов керосина (13 252 л). Недостаток витаминов и других питательных веществ компенсировался охотой на тюленей, моржей и овцебыков:

Для моих экспедиций характерно то, что мы никогда не брали с собой мяса. В этом отношении я всегда полагался на подножные ресурсы. Целью зимней охоты является именно само мясо, а не развлечение, как думают некоторые.

Рацион питания в санных походах был крайне ограниченным: 1 фунт пеммикана (454 г), 1 фунт сухарей, 4 унции сгущённого молока (113 г), ½ унции чайной заварки (14 г) и 6 унций (1,77 децилитра) жидкого топлива для их приготовления. И на зимовках, и во время походов американские участники экспедиции питались дважды в день.

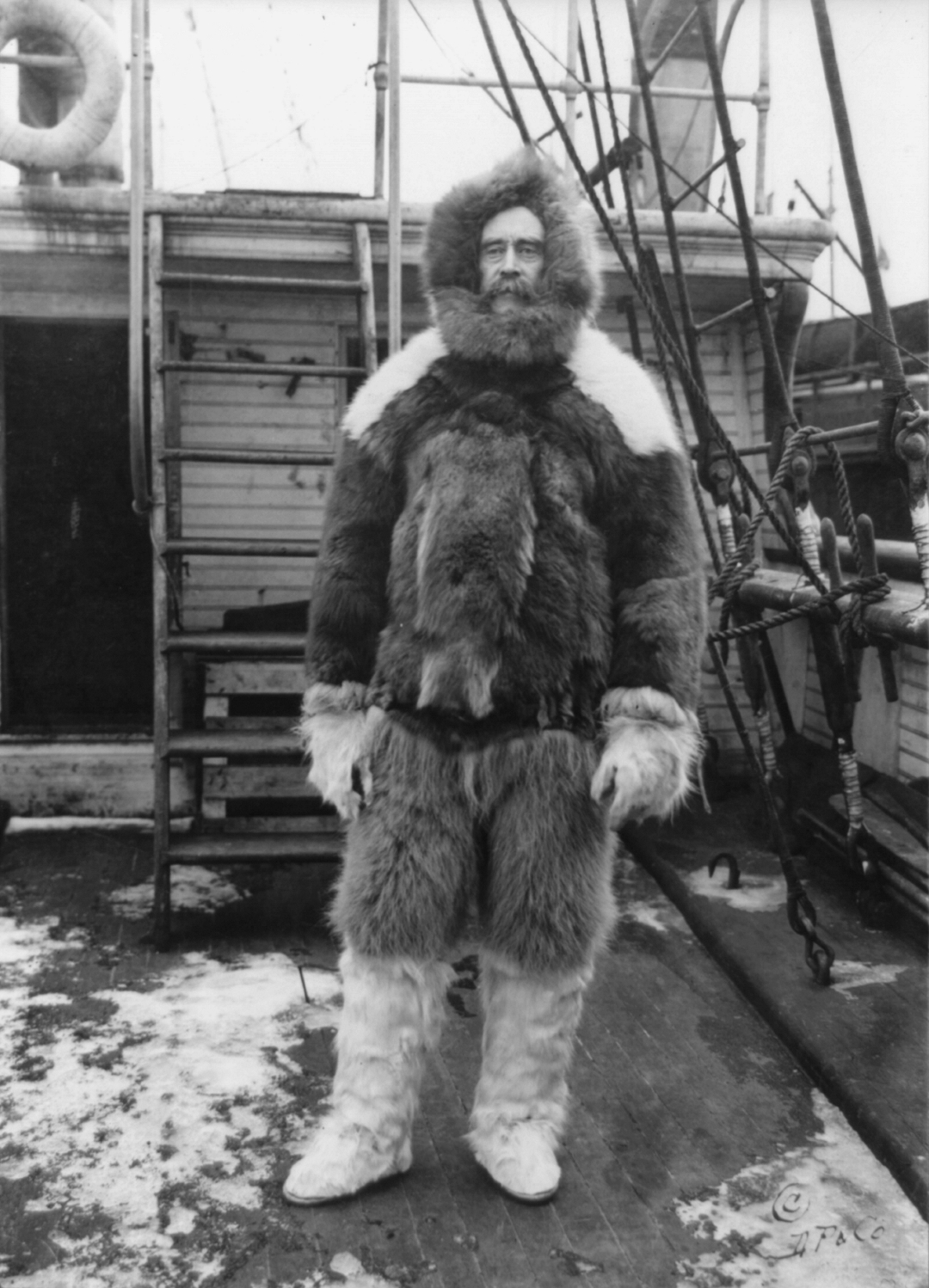
Пири в эскимосской одежде из овчины на палубе «Рузвельта»

Команда, как американцы, так и эскимосы, носила эскимосскую меховую одежду, изготовленную на месте. Однако Пири оленьим и медвежьим шкурам предпочитал привезённые с собой овчины, из которых эскимосские женщины и шили одежду американцам по индивидуальному заказу. Обувь — эскимосская, из тюленьих шкур с чулками из заячьего меха, рукавицы двойные: наружные — из медвежьей шкуры, внутренние — из кожи оленя.
Пири использовал сани собственной конструкции из дуба, по образцу эскимосских — со сплошными боковинами, однако скруглённые спереди и сзади и оснащённые стальными полозьями в 2 дюйма шириной. Длина саней — 13 футов, ширина — 2 фута, высота — 7 дюймов. Грузоподъёмность их достигала 1200 фунтов (544 кг). В упряжке работало 8 собак, запрягаемых по-гренландски — веером. Сбрую делали из льняной тесьмы и шнура, она состояла из двух петель, соединяемых связками на загривке и у горла. Люди либо сидели на санях, либо шли рядом на лыжах.
Пири принципиально отказался от использования палаток и спальных мешков в походах (во время закладки складов палатки всё-таки использовались). На привалах сооружались снежные иглу размером 5×8 футов — трёхместные — или 8×10 футов — пятиместные. Для сооружения иглу требовался примерно 1 час, их преимущество заключалось в том, что иглу служили ориентирами на местности и могли использоваться для привалов на обратном пути. Люди спали, не раздеваясь, подкладывая под себя шкуру овцебыка и укрываясь оленьей шкурой. Обувь и рукавицы можно было сушить на спиртовых печках. Для приготовления пищи служили две керосинки с двойной горелкой и 4-дюймовым фитилём. Кастрюли имели объём 5 галлонов (19 л) и при переезде служили кожухами для керосинки. Одна кастрюля наполнялась колотым льдом для растопки, вторая служила для приготовления пищи. Пири утверждал, что для растопки льда и приготовления чая требовалось всего 10 мин.

### Транспортная стратегия
Стратегия была основана на так называемой «системе Пири», чьими основными моментами были следующие:
1. Корабль экспедиции должен пройти через льды к самой северной точке на материке, откуда он мог бы вернуться обратно в следующем году.
2. Во время зимовки вести интенсивную охоту, чтобы у участников экспедиции всегда имелся запас свежего мяса.
3. Взять с собой на 60 % больше собак, чем потребуется.
4. Подобрать трудоспособных, выносливых и, безусловно, преданных общему делу людей, в числе которых обязательно должны быть эскимосы, как наиболее приспособленные к суровым условиям Арктики.
5. Предварительно доставить к месту выхода экспедиции в санный поход достаточно провианта, топлива, одежды, походных кухонь и других предметов снаряжения, дабы главная партия смогла дойти до полюса, а вспомогательные отряды — до места назначения и обратно.
6. Тщательно проверить и испытать каждый предмет снаряжения, убедиться, что он наилучшего качества и имеет минимальный вес.
7. Экспедиция должна быть обеспечена лучшим типом саней.
8. Начальник экспедиции должен пользоваться абсолютным авторитетом у всех участников экспедиции, дабы любое его приказание беспрекословно выполнялось.
9. Возвращение должно осуществляться по тому же маршруту, по которому шли на север, используя проложенный след и построенные иглу[39].

Пири уже в походе 1905—1906 гг. использовал систему вспомогательных отрядов. Смысл её был таков: расстояние от мыса Колумбия до полюса и обратно составляет около 900 миль (точнее — по прямой — 413 миль туда и столько же обратно), поэтому, по мнению Пири, невозможно взять с собой всё необходимое снаряжение и провиант (Пири практиковал и убийство ездовых собак со скармливанием их собратьям, как это делали норвежцы — Нансен и Амундсен). Поэтому собственно полюсный отряд отправляется налегке, а его предшественники снабжают друг друга пищей и топливом, прокладывают след и строят походные иглу. Промежуточных отрядов было три: Бартлетта (авангард), Борупа и Марвина — каждый с тремя эскимосами. Задачей Бартлетта было двигаться при любой погоде и производить разведку пути. Пройдя ⅔ дистанции, отряды передавали лучших животных и запасы Пири и возвращались. Каждый отряд вёз провиант на 50 дней для каюра и собак, резервным источником пищи были сами собаки.
В Эта́ в Гренландии в августе было взято 246 эскимосских собак, 70 т китового мяса и 50 моржовых туш для их прокорма. Однако китовое мясо оказалось непригодным для корма, и к 8 ноября 1908 года собак осталось всего 193, причём к 10 ноября пришлось пристрелить ещё 12 собак. К 25 ноября собак осталось 160, из них 10 в плохом состоянии. 21 декабря пристрелили ещё 14 собак. Всего в поле работали 140 собак, впряжённых в 28 нарт. Полюса достигли 38 собак, впряжённые в 5 саней.

### Научное оборудование. Методы навигации
Хотя экспедиция Пири не преследовала собственно научных целей, тем не менее, она проводила географические измерения, метеорологические наблюдения и т. п. Служба Береговой охраны США дала Пири задание исследовать приливно-отливные явления у южного побережья Ледовитого океана, эти измерения проводили Марвин и Боруп в ноябре 1908 года — во время полярной ночи. Измерения проводились из иглу, построенного на припае над приливной трещиной, с помощью градуированного футштока, воткнутого в морское дно. В результате выяснилось, что приливы у мыса Шеридан не превышают 1,8 футов, а у мыса Колумбия — 0,8 футов (в Нью-Йорке в среднем — 12 футов).
Пири хотел промерить глубину Ледовитого океана на всей дистанции от мыса Колумбия до полюса. Для этого был сконструирован портативный лот, который умещался на одних нартах. Его масса составляла всего 103 фунта (47 кг); он состоял из двух деревянных барабанов, на каждый из которых было намотано 1000 морских саженей (1829 м) рояльной проволоки. На конце лота имелся небольшой бронзовый ковш — грунтозахват. Этот прибор находился в распоряжении авангарда, промеры производились регулярно — в полыньях, или, когда таковых не было, — бурились проруби. С аппаратом могли управиться двое людей. Дна так и не удалось достичь: Пири не мог знать, что глубина Ледовитого океана в этих районах превышает 4000 м.
Примечательны методы определения своего местоположения, применяемые людьми Пири. Расстояние, преодолеваемое за день, определялось путём счисления и уточнялось по высоте солнца. Навигаторов в экспедиции было трое: Пири, Боруп и Марвин. Счисление производилось по компасному курсу и одометру, долгота вообще не определялась. Поскольку одометры на неровном льду вышли из строя, пройденное расстояние определялось только по ощущениям человека. Определение широты производилось в среднем каждые пять переходов по пути на полюс. Гляциолог и историк полярных путешествий В. С. Корякин писал по этому поводу:

Основное внимание на обратном пути Пири сосредоточил на поисках следов передовых отрядов Бартлетта, Марвина и других — им он доверял больше, чем своим способностям навигатора. Характерно, что при возвращении Пири не произвёл ни одной обсервации, хотя бы для контроля.

## Команда
В экспедиции участвовали 22 американца и 49 эскимосов — 22 мужчины, 17 женщин и 10 детей.

### Американские участники экспедиции

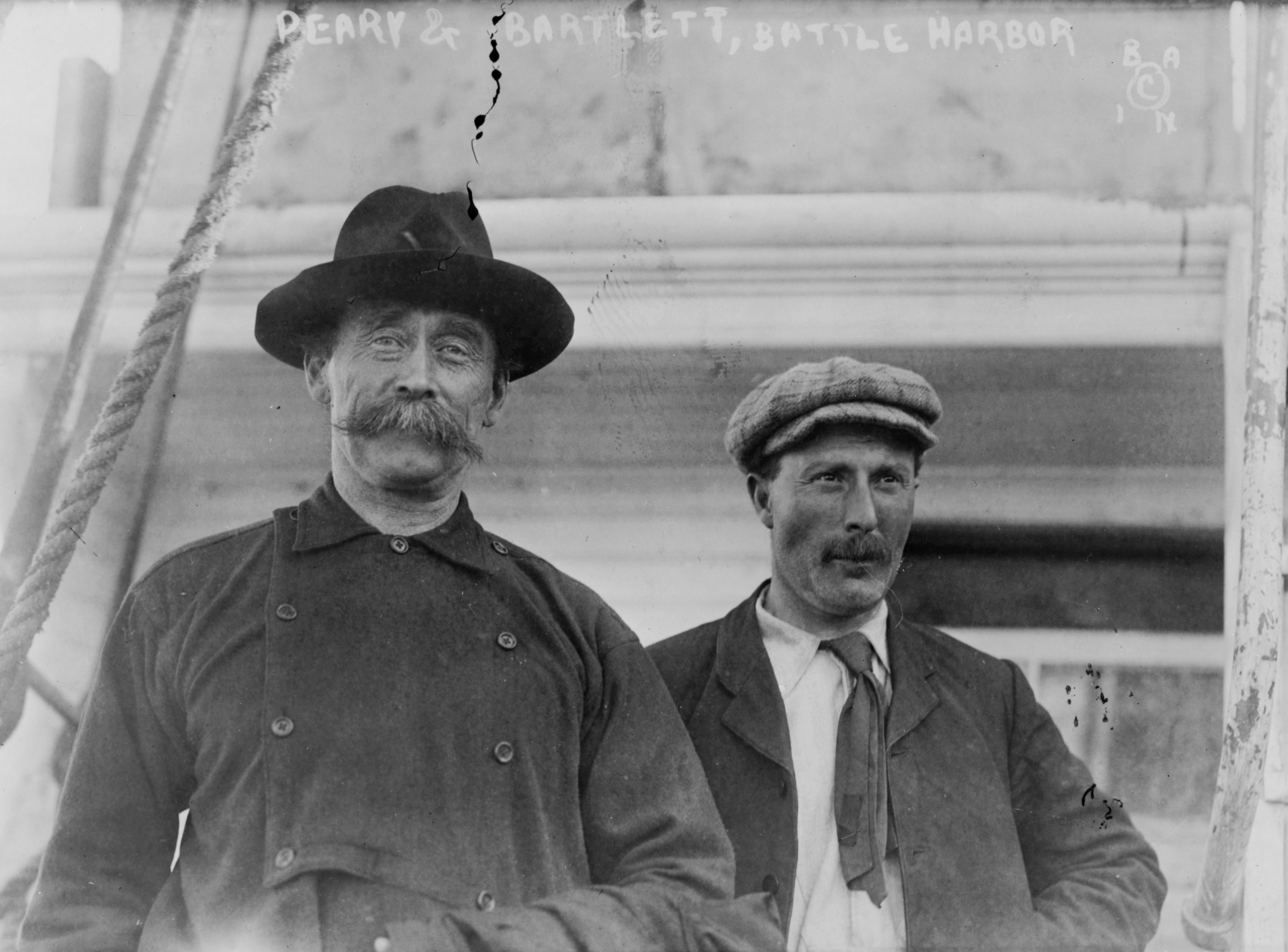
Пири и Бартлетт на Лабрадоре

#### Участники санных походов
- Роберт Пири (Robert Peary) — начальник экспедиции, начальник санной партии, коммандер ВМФ США. К моменту начала экспедиции ему исполнилось 52 года;
- Роберт Бартлетт (Robert A. Bartlett), уроженец Ньюфаундленда, 33 года — командир «Рузвельта», начальник вспомогательных санных отрядов;
- Джон Гудсел (John W. Goodsell), доктор медицины — судовой врач, член Американского общества врачей;
- Мэтью Хенсон (Matthew A. Henson), негр — слуга и помощник Пири;
- Росс Марвин[англ.] (Ross G. Marvin) — секретарь Пири, окончил Корнеллский университет, по специальности — гражданский инженер;
- Дональд Макмиллан (Donald B. MacMillan) — ассистент, принятый по настоянию Береговой службы США, преподаватель математики Вустерской академии (Массачусетс)[50];
- Джордж Боруп (George Borup) — ассистент. Окончил Йельский университет, служил на Пенсильванской железной дороге[50].

#### Судовая команда
Прочие члены команды были уроженцами Ньюфаундленда:
- Джордж Уордвел (George A. Wardwell) — главный механик;
- Томас Гашью (Thomas Gushue) — старший помощник;
- Джон Мёрфи (John Murphy) — боцман, оставлен в Эта (Гренландия) сторожем при складах для обратного пути;
- Бэнкс Скотт (Banks Scott) — второй механик;
- Чарльз Перси (Charles Percy) — кок;
- Уильям Причард (William Pritchard) — юнга, оставлен в Эта (Гренландия) сторожем при складах для обратного пути;
- Джон Коннорс (John Connors) — матрос;
- Джон Коди (John Coady) — матрос;
- Джон Барнс (John Barnes) — матрос;
- Дэннис Мёрфи (Dennis Murphy) — матрос;
- Джордж Перси (George Percy) — матрос;
- Дж. Бентли (J. Bently) — кочегар;
- Патрик Джойс (Patrick Joyce) — кочегар;
- Патрик Скинс (Patrick Skeans) — кочегар;
- Джон Уайзмен (John Wiseman) — кочегар[52].

### Гренландцы, участвовавшие в экспедиции
Пири, начиная с 1891 года, использовал в полярных походах эскимосов в качестве проводников, каюров, охотников и чернорабочих. Это были люди племени, обитавшего на мысе Йорк, насчитывавшего 220—230 человек. Пири всегда брал на зимовки эскимосских женщин — именно они шили меховую одежду для санных походов, а также способствовали психологической разрядке в мужской команде. Эскимосских участников команды Пири упоминает эпизодически, их список неполон. Пири пользовался собственной транскрипцией гренландского языка, она отличается от стандартной датской. В своём отчете он приводит следующие имена (курсивом выделены участвовавшие в достижении Северного полюса):
- Ута (Ootah);
- Эгингва (Egingwah) — брат предыдущего;
- Сиглу (Seegloo);
- Укеа (Ooqueah) — к моменту начала экспедиции ему было 20 лет[54]. Пири сравнивал его с рыцарем и особенно подчёркивал, что он пошёл на Северный полюс, дабы гонораром от похода и славой покорить сердце своей возлюбленной на мысе Йорк[55];
- Алета (Aletah);
- Ублуя (Ooblooyah);
- Инигито (Inighito);
- Куксва Инигито (Cookswah Inighito);
- Вешаркупси (Wesharpkoopsie);
- Кешунгва (Keshungwah);
- Кулатуна (Koolatoonah);
- Онвагипсу (Onwagipsoo);
- Карко (Karko);
- Кьюта (Kyutah);
- Тоутингва (Tawchingwah);
- Арко (Arko);
- Пингахсу (Pingahshoo) — мальчик 12 лет;
- Кудлукту (Kudlooktoo) — в 1926 году станет известно, что он причастен к убийству Марвина;
- Пуадлуна (Pooadloonah) — брат Эгингвы и Уты, дезертировал после отказа Пири взять его к полюсу;
- Паникпа (Panikpah) — дезертировал после начала работы санных отрядов;
- Кудла, по прозвищу «Харриган» (Kudlah «Harrigan») — родственник Кудлукту, объявил, что Марвин утонул.

В отчёте экспедиции упоминаются следующие эскимосские женщины:
- Атета (Ahtetah);
- Тукума (Tookoomah) — жена Эгингвы;
- Акатингва (Akatingwah) — родила мальчика на борту «Рузвельта» 8 марта 1909 года;
- «Мисс Билл» (Miss Bill, туземное имя не упоминается);
- Иналу (Inahloo);
- Алная (Alnayah) по прозвищу «Веселушка» (Buster)[56].

## Ход экспедиции
Примечание: Событийная сторона экспедиции описана по отчёту Пири, который является единственным источником фактической информации.

### Путь в Арктику

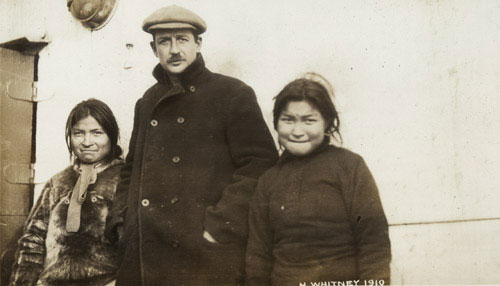
Гарри Уитни с двумя эскимосками. Фото 1910 года

6 июля 1908 года в 13:00 по времени Восточного побережья «Рузвельт» покинул Нью-Йорк, отшвартовавшись от пирса Восточной 24-й улицы. Самого Пири на борту не было: он был приглашён на приём к президенту 7 июля, а судно должно было идти в Нью-Бедфорд за шлюпками и запасными частями. Пири взошёл на борт своего корабля только в Сидни, который экспедиция покинула 17 июля. По словам Пири, это было самое близкое к Арктике место, где можно было запастись углём. Северный полярный круг пересекли 26 июля, а 1 августа прибыли в Гренландию — на мыс Йорк. Здесь было куплено около 100 собак и принято на борт несколько эскимосских семейств. Далее «Рузвельт» и судно снабжения «Эрик» (им командовал Сэм Бартлетт — дядя капитана «Рузвельта») шли вдоль побережья Гренландии, вербуя эскимосов и закупая собак. 11 августа суда прибыли в Эта́, причём на «Рузвельт» было дополнительно погружено 300 т угля и 50 т моржового мяса. Здесь также был устроен склад для обратного пути, в который заложили, в том числе, 50 т угля, сторожить его оставили боцмана Мэрфи и юнгу Причарда, с ними остался охотник Гарри Уитни, прибывший на «Эрике».
В Эта Пири получил известия от Ф. Кука, встретившись с участником его экспедиции — стюардом Рудольфом Франке. Он был отправлен Пири в США: доктор нашёл у него цингу. 18 августа «Рузвельт» пошёл на север — предстояло преодолеть ещё 350 миль ледовых полей до мыса Шеридан. На борту судна было 69 человек и 246 собак, причём собаки и эскимосы располагались на верхней палубе. Погода поначалу благоприятствовала: 22 августа удалось пройти 100 миль по чистой воде. Далее «Рузвельт» столкнулся с айсбергами и постоянными штормами, несколько раз судно застревало во льдах, 29 августа село на мель, однако мыса Шеридан удалось достигнуть 4 сентября 1908 года. Пири писал, что они с Бартлеттом последние 13 дней плавания спали, не раздеваясь, готовые к любым неожиданностям.
На берегу о. Элсмир был устроен зимний склад, названный в честь президента Арктического клуба и Географического общества Хаббардвиллом. Туда были свезены шлюпки, а из упаковочных ящиков построили три дома, которые можно было использовать в качестве мастерских. Команда по-прежнему располагалась в своих кубриках и каютах. Для эскимосов на верхней палубе «Рузвельта» соорудили деревянные загородки, разделённые на семейные отсеки.

### Зимовка

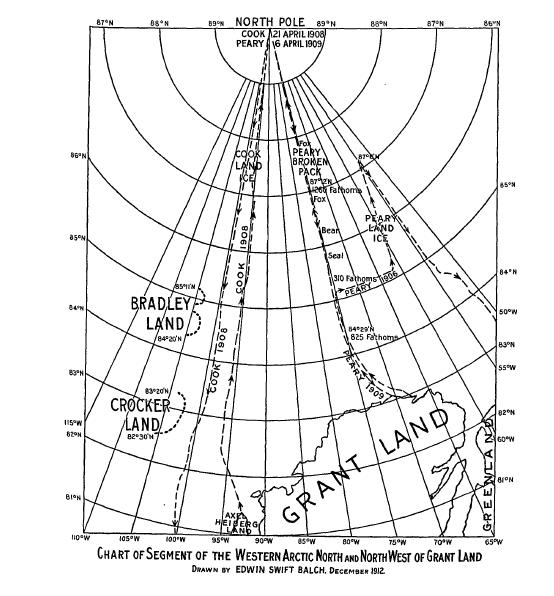
Схема маршрутов Пири и Кука. Из книги Edwin Swift Balch. The North Pole and Bradley Land., 1913. P. 83. «Землёй Гранта» в то время называлась северная часть о. Элсмир

Уже 16 сентября Боруп, Марвин и Гудсел отправились с 200 собаками и 13 эскимосами на 16 санях для закладки складов к мысу Белнап. 18 сентября выступил второй отряд, который должен был доставить 56 ящиков пеммикана на мыс Ричардсон, а оттуда свезти сухари на мыс Белнап. Отряды вернулись 19 сентября, а уже 21 сентября отправились закладывать склады для собачьего корма — 6600 фунтов мяса (3 т) в составе 22 нарт и 19 эскимосов. 28 сентября Боруп отправился прямо на мыс Колумбия. Пири писал:

Я не занимался систематически физической тренировкой, потому что не видел в ней особенной пользы. До сих пор моё тело всегда подчинялось воле, какие бы требования я к нему ни предъявлял. В течение зимы я по преимуществу занимался усовершенствованием снаряжения и математическим подсчётом фунтов продовольствия и миль проходимого расстояния. Именно отсутствие продовольствия вынудило нас повернуть обратно с 87° 06′ северной широты. Голод, а не холод — дракон, стерегущий арктическое «золото Рейна».

Осень ознаменовалась эпидемией гриппа, от которой особенно пострадали МакМиллан и Гудсел. Пири отмечал, что заболевания гриппом в Арктике соответствуют по времени эпидемиям в Европе и США, и предположил, что возбудитель переносится атмосферными потоками. Хотя на камбузе и в помещениях матросов печи топились круглосуточно, по словам Пири:

Зимой мы раз в неделю или десять дней удаляли из кают лёд, намерзавший в результате конденсации водяных паров на холодных наружных стенах. Лёд нарастал сзади каждого предмета обстановки, стоявшего у наружной стены, а из-под коек мы вырубали и выносили его вёдрами. Книги всегда ставились на самый край полки, потому что задвинутая глубоко книга накрепко примерзала к стене, а в оттепель или в том случае, когда в каюте затопили бы печку, лёд бы растаял, и книга намокла бы и заплесневела.

«Рузвельт» во время полярной ночи

Полярная ночь началась 1 ноября, в этот день на судне был введён зимний распорядок: подъём в 8 утра, завтрак в 9, обед в 14:00 (питались экспедиционеры дважды в сутки). Склянки отбивались только два раза: с 22:00 эскимосам запрещалось производить шум, сигнал к тушению огней подавался в 24:00. Рацион у членов судовой команды и окружения Пири был разным, эскимосы готовили себе сами. Закладка складов продолжалась, причём выяснилось, что в иглу нельзя пользоваться спиртовыми лампами и печками, ибо у эскимосов регулярно происходила алкогольная интоксикация от продуктов горения. 7 ноября в первое зимнее полнолуние МакМиллан на месяц отправился на мыс Колумбия для наблюдений за приливами. С ним были матрос Барнс и эскимосы Эгингва и Инигито с жёнами.
11 ноября наблюдалась параселена — двойное гало и 8 ложных лун в южной стороне небосвода. Ночью 12 ноября началось сильнейшее ледовое сжатие, причём всего в 20 футах (6 м) от корабля образовались торосы высотой до 30 футов. Команду пришлось спешно эвакуировать на лёд, температура в ту ночь достигала −20 °F (около −30 °C). В тот день пострадал и Марвин — его иглу, построенный над приливной трещиной, развалился надвое.
После празднования Рождества, 29 декабря Марвин и Бартлетт были отправлены к гренландскому побережью с 9 эскимосами и 54 собаками — их целью была охота. Отправленные 30 декабря с той же целью отряды Гудсела и Борупа двинулись на о. Элсмир к мысу Маркхэма и озеру Хейзен, таким образом, достигался охват территории в 90 миль во всех направлениях от места зимовки. Больших успехов охотники не достигли, только Гудсел добыл 83 зайца, причём охотники забивали их ударами приклада по голове — они не боялись людей.

### Поход к полюсу

Отряд Пири преодолевает гребень сжатия

Первым отправлялся отряд Бартлетта — 15 февраля, ещё в обстановке полярной ночи, освещая себе путь керосиновыми фонарями. Пири выступил налегке 22 февраля — в день рождения Джорджа Вашингтона — с двумя эскимосами, на двух нартах, запряжённых 16 собаками. В этот день солнце взошло в 10:00. В пути к тому времени находились 7 белых экспедиционеров, 19 эскимосов и 140 собак, запряжённых в 28 нарт. На мысе Колумбия собак осталось только 133. 5 марта, удалившись от мыса Колумбия всего на 45 миль, Пири был остановлен открытыми разводьями, которые не позволяли идти вперёд в течение 5 дней. 11 марта полынья затянулась при −45 °F (−43 °C), но люди смогли пройти 12 миль. 13 марта ночью температура понижалась до −55 °F (−48 °C), в тот же день Пири встретился с отрядом Гудсела и отправил его назад. Отряд МакМиллана отправили 15 марта, у Пири теперь было 16 человек, 12 нарт и 100 собак. В эти дни экспедиционеры пересекали широкую полосу торосов, температура к 19 марта держалась на уровне −50 °F (−45 °C), взятый с собой коньяк замёрз.

Во время нашего последнего похода часто бывало так холодно, что коньяк замерзал, керосин становился белым и вязким, а собак было едва видно за паром от их дыхания. Необходимость строить каждую ночь тесные и неудобные снежные дома, а также холодное ложе, на котором нам приходилось спать урывками ровно столько, сколько позволяли крайние обстоятельства нашего отчаянного предприятия, — это уже мелочи, едва ли достойные упоминания наравне с настоящими трудностями.

Только 22 марта впервые была определена широта, наблюдения показали 85° 48’ с. ш. Измерения проводились при температуре −40 °F (−40 °C), однако имеющиеся у Пири таблицы имели поправки только до значения −10 °F (−23 °C). 25 марта Пири догнал авангард Бартлетта (там находился и Хенсон). Марвин определил широту, получив 86° 38’ с. ш. Тяжёлые переходы начались с 27 марта: лёд был сильно изломан, сани постоянно требовали починки. Однако ледяная пустыня не была необитаемой: в тот день Пири заметил следы двух песцов — в 240 милях от ближайшей земли! 29 марта Бартлетт пытался измерить глубину моря, вытравил 1260 саженей проволоки, но дна не достиг.
30 марта Бартлетт был отправлен на базу. В полюсный отряд вошли: Пири с эскимосами Эгингва и Сиглу и Хенсон с эскимосами Ута и Укеа. У них было 5 нарт и 40 лучших собак, которые выдержали полярную дистанцию. Провианта и топлива у них было на 40 дней. 1 апреля Пири провалился сквозь лёд, однако не пострадал: плотная овчина не пропустила воды, которая замёрзла снаружи. Температура держалась на уровне −25 °F (−31 °C), погода всё это время была тихая и ясная.
Северного полюса, по словам Пири, он достиг в 10:00 6 апреля 1909 года. Астрономические наблюдения производились в 18:00 6 апреля и в 06:00 7 апреля, исходя из того, что находятся на меридиане мыса Колумбия. Пири полагал, что погрешность его инструментов не превышает 10 миль. Перед уходом Пири провёл церемонию и сфотографировал четверых эскимосов и Хенсона с флагами в руках. На полюсе отряд Пири пробыл 30 часов.
8 апреля при очередной попытке измерить глубину океана проволока оборвалась, и лот был потерян. Барабаны были выброшены, чтобы облегчить груз Укеа, который вёз лот на своих нартах. Всё это время непрерывно слабели собаки — их дневной рацион составлял всего 1 фунт пеммикана, — эскимосы употребляли павших собак в пищу в варёном виде (Пири и Хенсон брезговали собачиной); к 19 апреля собак осталось только 30.

Меня часто спрашивают, было ли нам голодно во время санного марша. Я затрудняюсь ответить на этот вопрос. Утром и вечером мы питались пеммиканом, сухарями и чаем… Если бы мы ели больше, нам бы не хватило продовольствия. Я лично с момента выхода с корабля потерял 25 фунтов (11,3 кг) в весе.

### Возвращение

Отряд Пири располагается на привал и сооружает иглу. Хорошо видны нарты конструкции Пири

Пири, по собственным словам, достиг мыса Колумбия 23 апреля, преодолев 826 миль пути (1530 км) за 53 дня (в том числе 37 дней занял путь на полюс), при 43 переходах. Расстояние в 90 миль до «Рузвельта» отряд Пири покрыл за 2 дня. За время отсутствия Пири МакМиллан и Боруп отправились к мысу Джесеп в Гренландии, где 10 дней изучали приливы и отливы, а также добыли 52 овцебыка. На судно они вернулись 31 мая (В. С. Корякин полагал, что они должны были подстраховать Пири, если бы его, как и в 1906 году, вынесло к побережью Гренландии). К тому времени установилась летняя погода, интенсивно таял снег, с 18 мая на «Рузвельте» были разведены пары. Далее МакМиллан обследовал залив Леди Франклин, где нашёл склады экспедиции Грили 1881—1884 годов, причём овощные консервы, кукуруза, картофель, чай и кофе были вполне пригодны в пищу.
16 июня над стоянкой «Рузвельта» прошёл дождь, но только 18 июля экспедиция начала путь на юг. Было решено не держаться берега, а сразу идти в ледовые поля. К мысу Сабин Пири прибыл 8 августа, где и получил известия, что Кук якобы опередил его в покорении полюса на год. В Эта «Рузвельт» был 17 августа, где от Гарри Уитни можно было получить новую информацию о Ф. Куке (сам Кук впоследствии утверждал, что оставил Уитни результаты своих наблюдений и навигационные инструменты). Одновременно была развёрнута охота на моржей, которых добыли 70 голов — это был гонорар эскимосам, работавшим в экспедиции. Участники полярного похода получили шлюпки, ружья, боеприпасы и проч. На «Рузвельте» их доставили по родовым стойбищам.
Получив подробности об экспедиции Кука от Г. Уитни, Пири и Боруп предприняли допрос сопровождавших Кука эскимосов Авелы и Этукишука; этот эпизод в официальном отчёте Пири отсутствует. Дознание проводил Боруп, который, плохо владея гренландским языком, строил вопросы так, чтобы эскимосы давали однозначный ответ «да» или «нет». Интересно, что он вёл протокол допроса, опубликованный впоследствии. По мнению В. С. Корякина, Пири интересовало, использовал ли Кук его систему и какова эскимосская топонимика о. Элсмир и Северной Гренландии. Эти данные впоследствии были использованы в процессе против Ф. Кука.
Мыс Йорк Пири покинул 26 августа, но только 5 сентября был в Индиан-Харбор (Лабрадор), где имелось ответвление телеграфного кабеля. 21 сентября «Рузвельт» вернулся в Сидни.

### Судьба Марвина
Прибыв на «Рузвельт», Пири узнал о гибели Марвина 10 апреля в 45 милях от мыса Колумбия: по сообщению его помощников-эскимосов, он якобы утонул в полынье. Видимо, Пири не слишком поверил в версию об утоплении, поскольку в отчёте об экспедиции писал, что «подробности трагической кончины Марвина навсегда останутся покрытыми мраком неизвестности». Истинные причины смерти Марвина были ведомы его спутникам-эскимосам, эти причины смог выяснить их соотечественник — Кнуд Расмуссен, но у него не было оснований давать делу ход. Только в 1950-е годы расследованием гибели Марвина занялся французский этнограф Жан Маллори, который и выяснил, что в результате ссоры измученных переходами эскимосов и Марвина, который не останавливался перед рукоприкладством, его убили и бросили тело в разводье. Однако Пири не захотел проводить расследования.

## После возвращения

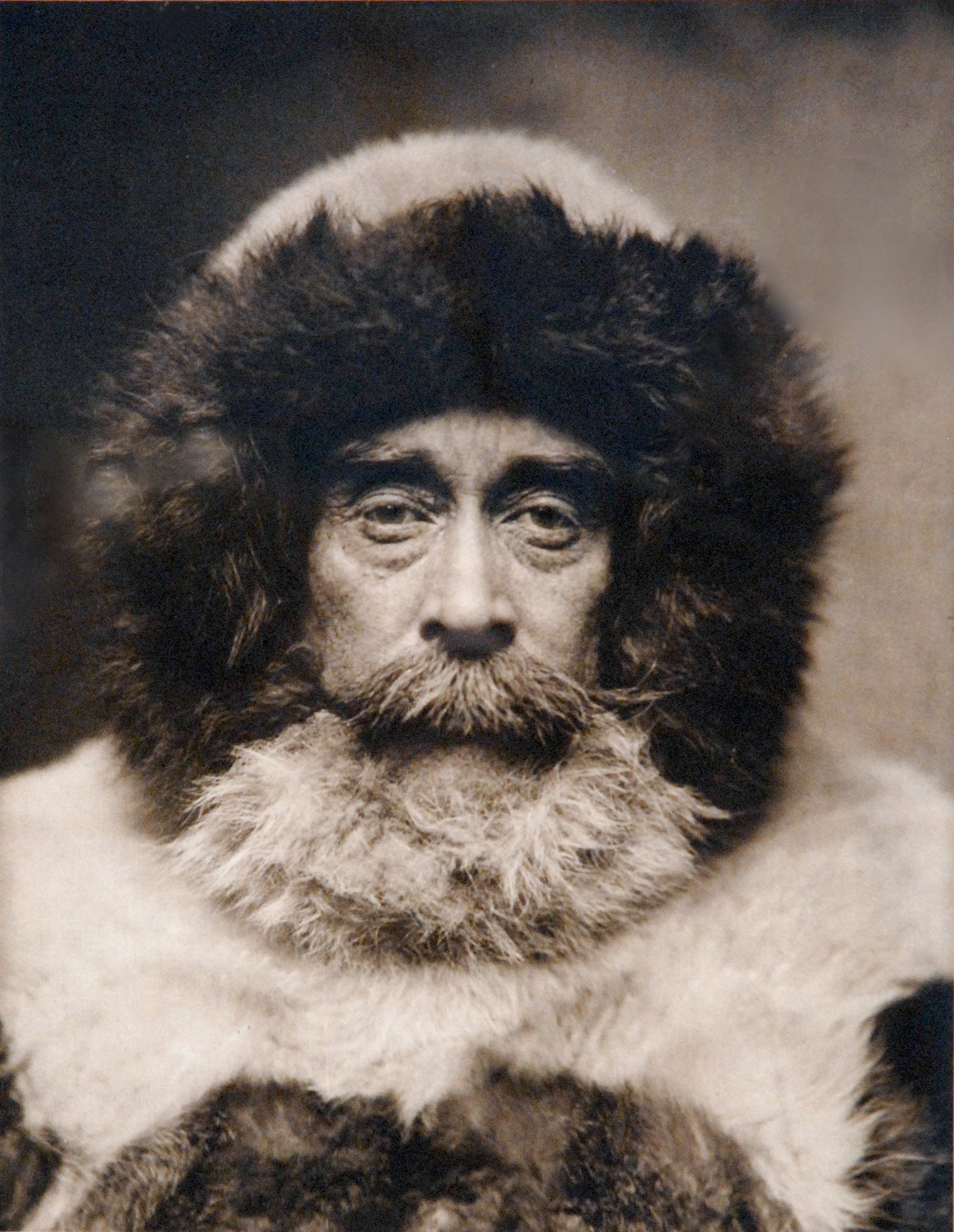
Пири в 1909 году, после возвращения с Северного полюса

По мнению Т. Райта, только на Лабрадоре Пири узнал подробности об экспедиции Кука, вероятно, от капитана китобойного судна «Морнинг», встречавшегося с Куком в Гренландии. 8 сентября Пири отправил в Нью-Йорк телеграмму следующего содержания:

Вбил звёзды и полосы в Северный полюс. Ошибки быть не может.

Арктический клуб озвучил свою позицию по отношению к Ф. Куку 13 октября 1909 года в статьях, напечатанных многими периодическими изданиями. Однако разбирательства чрезвычайно затянулись и даже привели Пири к обращению в Конгресс США. Специальным актом Конгресса от 30 марта 1911 года ему была вынесена благодарность, и он был удостоен пенсиона (6000 долларов в год) и звания контр-адмирала. Он стал победителем в глазах общественного мнения, равно получил и 40 000 долларов премии за покорение Северного полюса по завещанию М. Джесупа. Ещё в 1910 году Королевское географическое общество присудило Пири Золотую медаль и признало его первооткрывателем полюса.
По результатам экспедиции Пири издал две книги: «Северный полюс» (1910, переводы на русский язык 1935, 1948, 1972; переиздания 1976, 1981, 2009 и 2010 гг.) и «Секреты полярных путешествий» (1917, на русский язык не переводилась). Предисловие к «Северному полюсу» написал Теодор Рузвельт. Собственные дневники Пири были недоступны для исследователей до 1986 года.
Экспедиция Пири внесла некоторую лепту в географическую науку. Оценивая достижения 1908—1909 годов, Р. Л. Самойлович писал, что научная отдача экспедиции Пири состоит в наблюдениях над льдом в непосредственной близости от Северного полюса, метеорологических наблюдениях и наблюдениях над приливами. О великом споре Кука и Пири А. Ф. Трёшников писал:

В результате многочисленных споров Пири официально был признан покорителем Северного полюса, а Кук лжецом и обманщиком, хотя многие известные полярные исследователи признавали, что исследования как Пири, так и Кука заслуживают уважения, и весь скандальный спор вокруг приоритета в завоевании Северного полюса считали вредным для науки. В результате не только добросовестность Кука, но и достижения Пири были поставлены под сомнение. Даже специальная комиссия конгресса США, разбирая в 1916 году вопрос о присвоении Пири звания контр-адмирала, не зафиксировала его приоритета в открытии Северного полюса, а обошла этот вопрос, отметив достижения Пири в исследованиях Арктики. Специалисты неоднократно тщательно проверяли определения Пири и Кука, чтобы установить, были ли они действительно на Северном полюсе. В результате было установлено, что и Кук, и Пири имели сравнительно примитивные приборы для астрономических определений и навигационные приборы для счисления пути. Кроме того, ни тот, ни другой не обладали большими знаниями в навигации. И если задать определённый вопрос: были ли они в самой точке Северного полюса, то ответ может быть отрицательным.

## Современные оценки и контрверсии

### Позиция У. Герберта
Если споры Пири и Кука в первой половине XX в. по большей части не вызывали сомнений в репутации Пири, то в конце ХХ — начале XXI в. после реабилитации Кука начали раздаваться сомнения в истинности сообщений самого Пири. Первым откровенно усомнился в достижении Пири известный британский полярник сэр Уолли Герберт, в 1968—1969 годах пересёкший на четырёх упряжках за 476 дней всю Арктику от мыса Барроу до Шпицбергена и достигший Северного полюса 6 апреля 1969 года — в 60-ю годовщину достижения полюса Пири. В своей книге «Пешком через Ледовитый океан» Герберт писал, что Пири по пути на полюс преодолевал в среднем 34 мили в день, а на обратном пути — 46 миль. При этом на обходы препятствий тратилось только 10 % времени, хотя в предыдущих своих походах Пири принимал этот коэффициент за 25 %. Его непосредственный предшественник У. Каньи в среднем проходил не более 6,3 мили в день, а его лучший переход равнялся 21,2 милям.
Позднее Национальное географическое общество США заказало полярнику биографию Пири, книга была опубликована в 1989 году (The Noose of Laurels, «Лавровый аркан») и вызвала до некоторой степени скандал, ибо Герберт, основываясь на собственном экспедиционном опыте и материалах Пири, пришёл к выводу, что он не мог достигнуть Северного полюса и фальсифицировал материалы измерений. По Герберту, Пири не дошёл до полюса примерно 50 миль (80 км). Выводы Герберта ныне приобретают всё больше сторонников. Эту точку зрения поддержали известный историк Канады Пьер Бертон и популяризатор науки Брюс Хендерсон.
В 1996 году Роберт М. Брюс опубликовал труд «Кук и Пири: завершение полярной дискуссии». Его вывод: ни Кук, ни Пири не достигали полюса, причем последнему оставалось пройти ещё 160 км до цели.

### Моделирование экспедиции Пири в 2005 году
В 2005 году британский путешественник Томас Эйвери смоделировал экспедицию Пири, пользуясь тем же снаряжением и эскимосскими собаками. Двигаясь от мыса Колумбия, он достиг Северного полюса, преодолев 765 км (413 морских миль) за 36 дней 22 часа, и даже опередил график Пири на пять часов. Однако обратно команда была возвращена самолётом. Этому путешествию посвящена книга To The End Of The Earth («К краю Земли», опубликована в 2009 году). Тем не менее, критики утверждают, что путешествие Эйвери только усугубляет ситуацию с наследием Пири, а вовсе не расставляет всё по своим местам. Проблема заключается в том, что Эйвери не удалось достигнуть скоростей, описываемых Пири, максимальное пройденное им за день расстояние не превышало 70 км. При этом Эйвери терял до 11 км в сутки за счёт южного дрейфа льда и вдобавок не имел пятидневной задержки, как у Пири.

### Мнение В. С. Корякина
Известный российский гляциолог и историк полярных исследований В. С. Корякин в 2002 году опубликовал биографию Ф. Кука, в которой доказывал его приоритет в полярной гонке. Тем не менее, исследователь не сомневался, что Пири также достиг Северного полюса. При этом он находит объяснение темпам передвижения Пири по дрейфующим льдам: на финишную прямую его выводил опытный штурман Р. Бартлетт, после ухода капитанского отряда у Пири было 38 собак для рывка на 133 мили (250 км), при этом общий груз не превышал 200 кг, иными словами, имелся десятикратный разрыв между обычной нагрузкой ездовой собаки (до 40 кг) и фактической. По мнению исследователя, это было своего рода шоу с целью доказательства преимущества «системы Пири», а фактически Пири покорил полюс со значительно меньшими затратами сил и средств.
В. С. Корякин объясняет и успешное возвращение Пири по старому следу: видимо, ему удалось оказаться на стрежне активного течения — северной ветви кругового антициклонального дрейфа. Подтверждение этого находится в дневниках Пири, описывающего широкие разводья, покрытые тонким молодым льдом. Находится объяснение и практическому отсутствию описаний пути:

Ничто не могло остановить эту запущенную на всю мощь «машину» из людей и собачьих упряжек, названную её изобретателем «системой Пири». Она продвигалась как на север, так и на юг такими темпами, что её организатору было не до научных наблюдений и созерцания окрестных пейзажей. <…> Кроме главного трофея — полюса, его стремительный бросок к 90° с. ш. и обратно не принёс никому какой-либо практической пользы, но зато оставил немало загадок, в первую очередь касающихся протяжённости дневных переходов на собачьих упряжках, не перекрытых всеми последующими экспедициями и просто искателями приключений.

### Первоисточники
- Henson M. A. A negro explorer at the North pole / with a foreword by Robert E. Peary. — New York : Frederick A. Stokes company, 1912. — xx, 200 p.
- How Peary Reached The Pole : The Personal Story of His Assistant Donald B. McMillan. — Boston and New York : Houghton Mifflin Company, 1934. — xii, 306 p.
- Peary R. E. The North pole, its discovery in 1909 under the auspices of the Peary Arctic club / with an introduction by Theodore Roosevelt; and foreword by Gilbert Hovey Grosvenor. — New York : Frederick A. Stokes co., 1910. — xxxii, 373 p.
  - Пири Р. Р. Пири. Северный полюс; Р. Амундсен. Южный полюс / Пер. с англ. В. А. Смирнова; Послесл. и коммент. д-ра геогр. наук А. Ф. Трешникова. — М. : Мысль, 1972. — С. 5—248. — 549 с.
- Peary, Robert E. Secrets of polar travel. — New York : The Century Co., 1917. — xiv, 313 p.

### Монографии
- Корякин В. С. Фредерик Альберт Кук, 1865—1940. — М. : Наука, 2002. — 248 с. — (Науч.-биогр. лит.). — ISBN 5-02-022730-7.
- Нобиле У. Крылья над полюсом / Пер. А. А. Чернова, Э. А. Черновой. — М.: Мысль, 1984.
- Райт Т. Большой гвоздь / Пер. с англ.. — Л. : Гидрометеоиздат, 1973. — 288 с.
- Самойлович Р. Л. Путь к полюсу. — Л.: Изд-во Всесоюзного Арктического ин-та, 1933.
- Саннес Т. Б. «Фрам»: приключения полярных экспедиций / Пер. с нем. А. Л. Маковкин. — Л. : Судостроение, 1991. — 272 с. — (Замечательные корабли). — ISBN 5-7355-0120-8.
- Трёшников А. Ф. Роберт Пири и покорение Северного полюса // Пири Р. Северный полюс. Амундсен Р. Южный полюс. — М. : Мысль, 1972. — С. 225—242.
- Херберт У. Пешком через Ледовитый океан / Пер. с англ. Т. Л. Ровинской. — М. : Мысль, 1972. — 188 с.
- Anderson, Harry S. Exploring the Polar Regions, Revised Edition. — New York: Chelsea House An imprint of Infobase Publishing, 2010.
- Bryce, Robert M. Cook & Peary: the polar controversy, resolved. — Mechanicsburg, PA : Stackpole Books, 1997. — 1152 p. — ISBN 0-689-12034-6.
- Discovery of the Pole: Peary's Own Pictures Records His Greatest Exploit // Life. — 1951, 14 May. — P. 77—82, 87.
- Mills, William J. Exploring polar frontiers : a historical encyclopedia in 2 vols. — Santa Barbara (etc.): ABC-CLIO, Inc., 2003.
- Mooney, James L. Dictionary of American Naval Fighting Ships, Vol. 6. — Government Printing Office, 1976.
- Schweikart, Larry. Polar Revisionism and the Peary Claim: The Diary of Robert E. Peary // The Historian. — 1986. — Т. XLVIII, № 3. — P. 341—358. — ISSN 0018-2370.